# Musée maritime d'Ílhavo
Le Museu Marítimo de Ílhavo est un musée maritime situé à Ílhavo au Portugal, sous la tutelle de la municipalité d'Ílhavo .

## Historique
Le musée maritime d'Ílhavo (MMI) est un musée qui a été créé le 8 août 1937, après un long processus de gestation promu par l'association Amigos do Museu de Ilhavo (Association des Amis du Musée). Lieu de mémoire des insulaires qui l'ont créé, il a commencé par assumer une vocation ethnographique et régionale. En 2001, il a été rénové et agrandi, emménageant dans un bel immeuble d'architecture moderne conçu par le bureau ARX Portugal. Cette même année, le MMI a récupéré le navire musée Santo-André, un ancien chalutier à cabillaud.

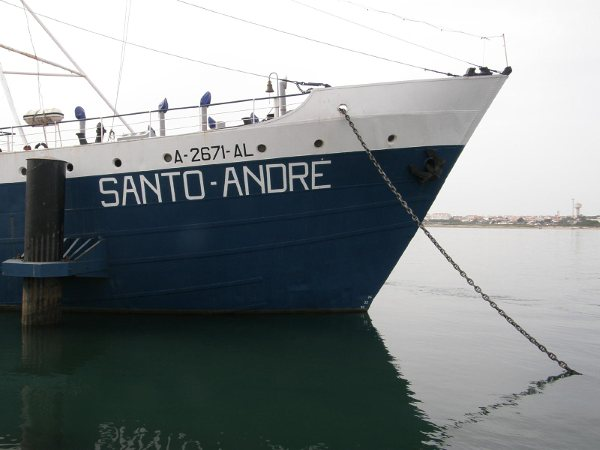
Navire musée Santo-André

Récemment, le MMI s'est agrandi et s'est à nouveau qualifié. En 2012, son unité de recherche et d'entrepreneuriat, CIEMar-Ílhavo, a été créée . En 2013, un grand aquarium à morue a été mis en service .
MMI est aujourd'hui un musée maritime unique. Sa mission est de préserver la mémoire du travail en mer, de promouvoir la culture et l'identité maritime des Portugais. Musée, Aquarium et Recherche résument le Musée actuel, une institution dédiée à toutes les communautés côtières et ouverte aux publics les plus divers.
Le MMI témoigne de la forte connexion entre les îles et la mer et la Ria d'Aveiro. La pêche à la morue dans les mers de Terre-Neuve et du Groenland, les activités de Ria d'Aveiro et la population le long des côtes portugaises sont les références du musée. Chacun des thèmes correspond à une exposition permanente qui offre au visiteur la possibilité de redécouvrir d'innombrables traces du passé récent.

## Galerie

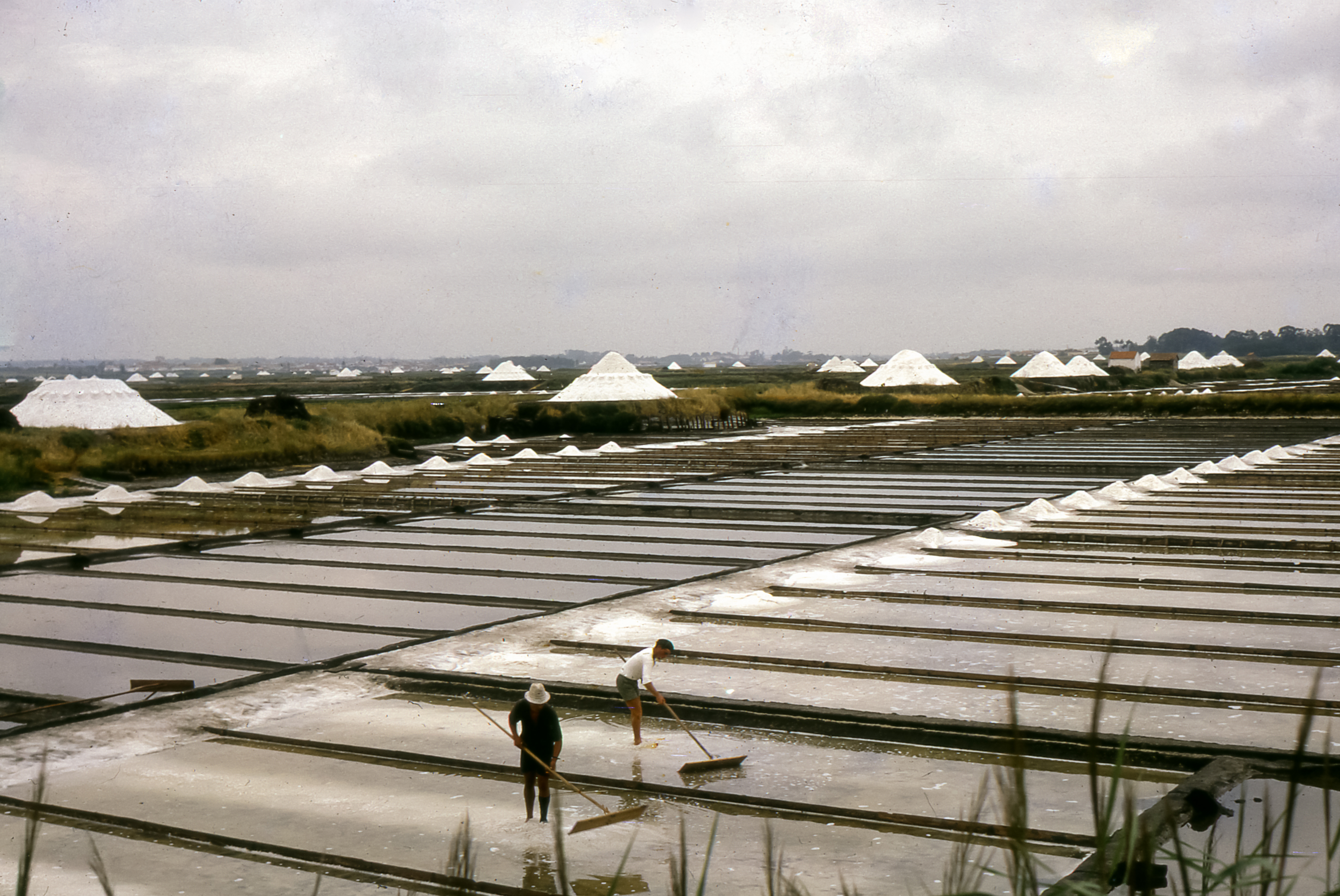
Marais salant du Ria d'Aveiro
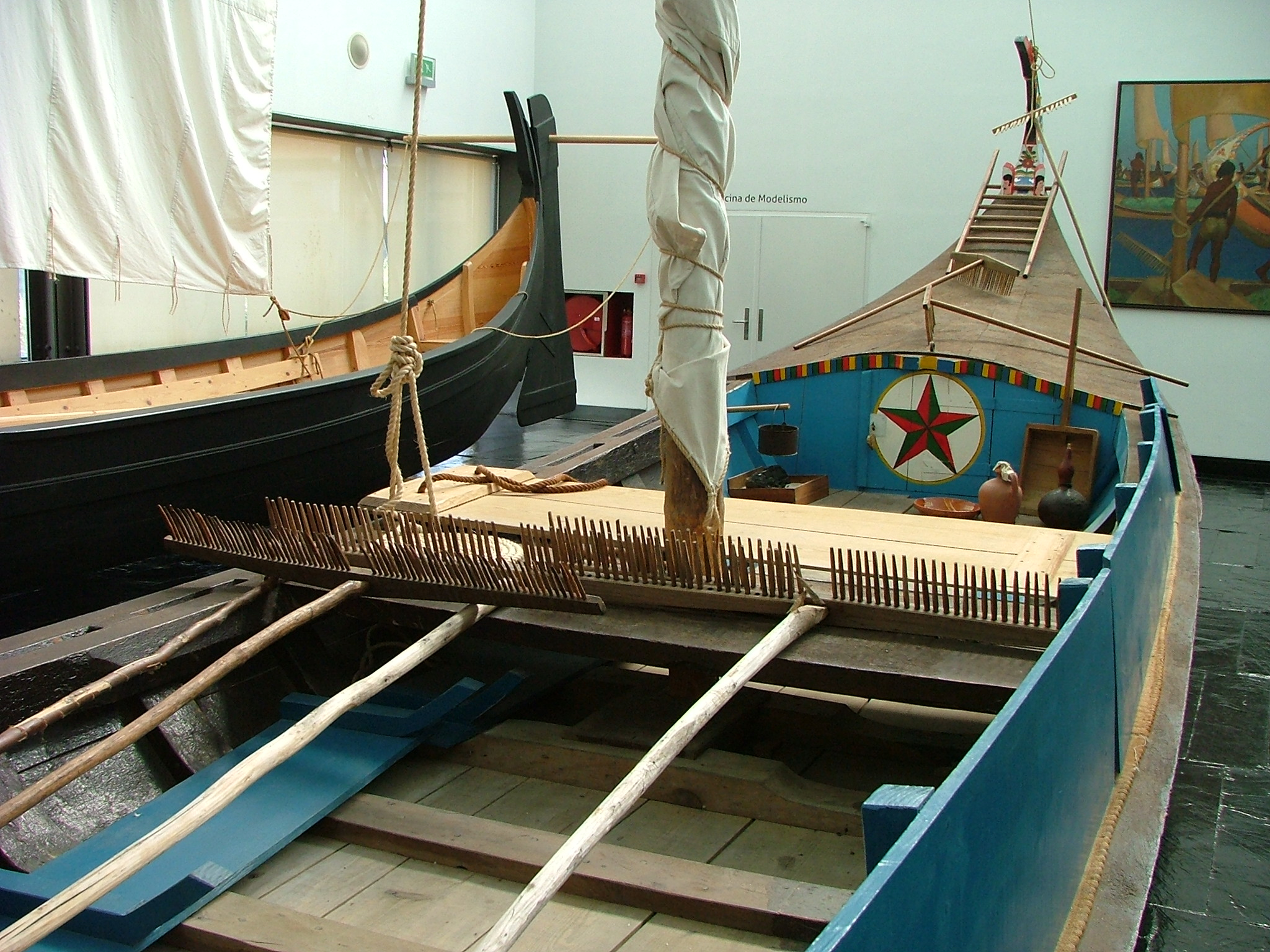
bateau traditionnel portugais
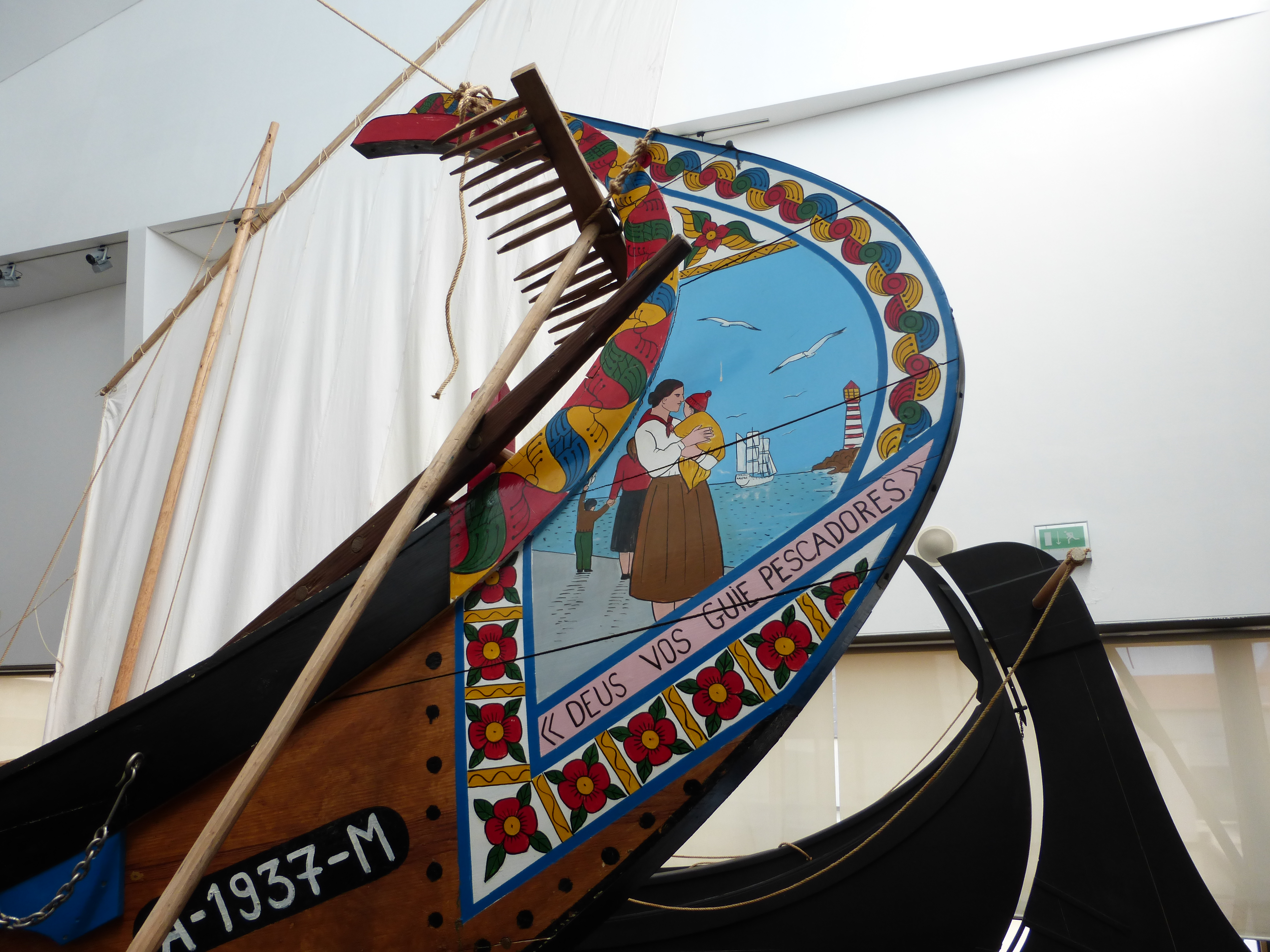
Tableau de proue